# Actinidia longicarpa
Actinidia longicarpa är en tvåhjärtbladig växtart som beskrevs av R.G.Li och M.Y.Liang. Actinidia longicarpa ingår i släktet aktinidiasläktet, och familjen Actinidiaceae. Inga underarter finns listade i Catalogue of Life.